# Hemeroblemma abadirina
Hemeroblemma abadirina är en fjärilsart som beskrevs av Jacob Hübner 1823. Hemeroblemma abadirina ingår i släktet Hemeroblemma och familjen nattflyn. Inga underarter finns listade i Catalogue of Life.